# Traian Ludu
Traian Ludu (n. Prejmer – d. 10 mai 1935, Prejmer) a fost un deputat în Marea Adunare Națională de la Alba Iulia, organismul legislativ reprezentativ al „tuturor românilor din Transilvania, Banat și Țara Ungurească”, cel care a adoptat hotărârea privind Unirea Transilvaniei cu România, la 1 decembrie 1918.:p. 139

## Biografie
A fost notar în Bod, apoi în Prejmer. A luptat în armata austro-ungară în Primul Război Mondial. A decedat la 10 mai 1935, în Prejmer.:p. 139

## Activitatea politică

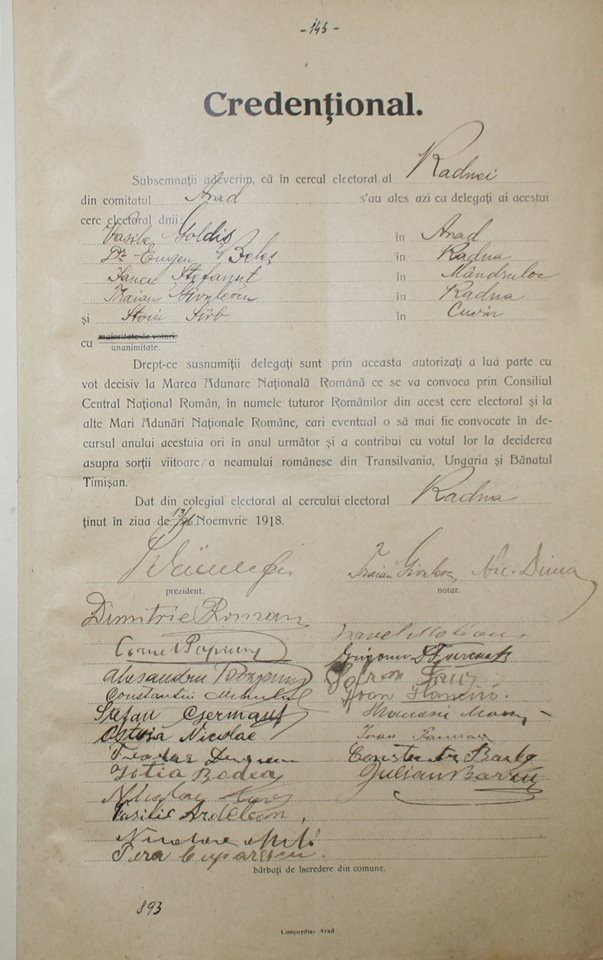
Credențional

A participat la Marea Adunare Națională de la Alba Iulia din 1 decembrie 1918 ca delegat al satului Prejmer, alături de alți consăteni de ai săi.:p. 139